# Daron Payne
Daron Payne (geboren am 27. Mai 1997 in Birmingham, Alabama) ist ein US-amerikanischer American-Football-Spieler auf der Position des Defensive Tackles für die Washington Commanders. Er spielte College Football für die Alabama Crimson Tide.

## College
Payne besuchte die Shades Valley High School in seiner Heimatstadt Birmingham, Alabama. Er galt als eines der aussichtsreichsten Talente seines Bundesstaates und wurde von Rivals.com, Scout.com und 247Sports als Fünf-Sterne-Rekrut bewertet. Payne wurde zum U.S. Army All-American Bowl 2015 eingeladen. Er erhielt Stipendienangebote von zahlreichen namhaften Colleges und gab im Rahmen des All-American Bowl seine Entscheidung für die University of Alabama bekannt.
Ab 2015 spielte Payne College Football für die Alabama Crimson Tide. Seit seinem ersten College-Jahr wurde sein Name meist fälschlicherweise Da'Ron Payne geschrieben, worauf er erst nach dem Ende seiner College-Karriere hinwies. Als Freshman war er Ersatzspieler, Alabama gewann in dieser Saison die nationale Meisterschaft gegen Clemson. In den folgenden zwei Spielzeiten war er einer der Schlüsselspieler in der Defense von Alabama. In der Saison 2017 wurde Payne in das All-Star-Team der Southeastern Conference (SEC) gewählt. Im Sugar Bowl, der in dieser Saison gleichzeitig das Halbfinale zum National Championship Game war, wurde Payne als Defensive MVP ausgezeichnet. Ihm gelang eine Interception, darüber hinaus fing er einen 1-Yard-Touchdownpass von Jalen Hurts, als er in der Offense als Fullback eingesetzt wurde. Alabama gewann das Spiel mit 24:6 gegen die Clemson Tigers. Anschließend gewann Payne mit der Crimson Tide das College Football Playoff National Championship Game nach Overtime gegen die Georgia Bulldogs. Auch in diesem Spiel war er Defensive MVP. Nach dem Gewinn der nationalen Meisterschaft gab Payne bekannt, dass er sich für den NFL Draft anmelden werde. Er bestritt in drei Jahren 44 Spiele für die Crimson Tide.

## NFL
Im NFL Draft 2018 wurde Payne in der ersten Runde als 13. Spieler von den Washington Redskins ausgewählt. In seiner Rookiesaison stand er von Beginn an in der Startaufstellung und erzielte fünf Sacks. In seiner zweiten Saison für die Redskins war er unauffälliger und kam auf zwei Sacks.
Vor dem Beginn der Saison 2020 legte das Franchise aus der Hauptstadt seinen lange in der Kritik stehenden Beinamen ab und ging als Washington Football Team in die neue Spielzeit. In seinem dritten NFL-Jahr erzielte Payne in der Regular Season drei Sacks und erzwang drei Fumbles, außerdem gelang ihm eine Interception. Bei der Play-off-Niederlage des Football Team gegen die Tampa Bay Buccaneers konnte Payne zwei weitere Sacks verzeichnen. Vor der Saison 2021 zog das Football Team die Fifth-Year-Option von Paynes Rookievertrag. Am 2. Februar 2022 änderte das Team seinen Namen zu Washington Commanders. In der Saison 2022 erzielte Payne mit 11,5 Sacks einen neuen Karrierebestwert und die drittmeisten Sacks eines Defensive Tackles in der NFL. Als Ersatz für Aaron Donald wurde er in den Pro Bowl gewählt. Nach der Saison 2022 belegten die Commanders Payne mit dem Franchise Tag, am 13. März 2023 einigte er sich mit dem Team auf eine vierjährige Vertragsverlängerung im Wert von 90 Millionen US-Dollar.

### NFL-Statistiken
| Saison                             | Saison | Spiele | Spiele      | Tackles | Tackles | Tackles | Tackles | Interceptions | Interceptions | Interceptions | Interceptions | Interceptions | Fumbles | Fumbles | Fumbles |
| Jahr                               | Team   | Spiele | als Starter | Gesamt  | Solo    | Ast     | Sacks   | PD            | INT           | Yds           | Lng           | TD            | FF      | FR      | TD      |
| ---------------------------------- | ------ | ------ | ----------- | ------- | ------- | ------- | ------- | ------------- | ------------- | ------------- | ------------- | ------------- | ------- | ------- | ------- |
| 2018                               | WAS    | 16     | 16          | 56      | 35      | 21      | 5,0     | 3             | 0             | 0             | 0             | 0             | 1       | 1       | 0       |
| 2019                               | WAS    | 15     | 9           | 56      | 32      | 24      | 2,0     | 2             | 0             | 0             | 0             | 0             | 0       | 0       | 0       |
| 2020                               | WAS    | 16     | 16          | 54      | 27      | 27      | 3,0     | 4             | 1             | 0             | 0             | 0             | 3       | 1       | 0       |
| 2021                               | WAS    | 17     | 17          | 61      | 35      | 26      | 4,5     | 0             | 0             | 0             | 0             | 0             | 0       | 1       | 0       |
| 2022                               | WAS    | 17     | 17          | 64      | 32      | 32      | 11,5    | 5             | 0             | 0             | 0             | 0             | 0       | 1       | 0       |
| 2023                               | WAS    | 17     | 17          | 53      | 32      | 21      | 4,0     | 4             | 0             | 0             | 0             | 0             | 2       | 2       | 0       |
| 2024                               | WAS    | 17     | 17          | 42      | 22      | 20      | 4,0     | 2             | 0             | 0             | 0             | 0             | 0       | 0       | 0       |
| Gesamt                             | Gesamt | 115    | 109         | 386     | 215     | 171     | 34,0    | 20            | 1             | 0             | 0             | 0             | 6       | 6       | 0       |
| Quelle: pro-football-reference.com |        |        |             |         |         |         |         |               |               |               |               |               |         |         |         |